# Monoxia angularis
Monoxia angularis es una especie de insecto coleóptero de la familia Chrysomelidae.
Fue descrita en 1859 por LeConte. Se encuentra en el oeste de Estados Unidos.